# CCC -Challenge Cover Collection-
Albums de AAA
All
(2007) Around
(2007)
CCC -Challenge Cover Collection- est le 1er album de reprises du groupe AAA. Il est sorti sous le label Avex Trax le 7 février 2007 au Japon. Il atteint la 13e place du classement de l'Oricon. Il se vend à 13 132 exemplaires la première semaine et reste classé 3 semaines, pour un total de 16 578 exemplaires vendus. Il sort en format CD et CD+DVD.

## Liste des titres
| 1.  | CRAZY GONNA CRAZY (original: TRF)                                       | 5:21 |
| 2.  | Bomb A Head! (original: m.c.A・T)                                       | 3:14 |
| 3.  | YA-YA-YA (original: ZOO)                                                | 4:59 |
| 4.  | Monkey Magic (original: GODIEGO) (モンキー・マジック)                   | 3:35 |
| 5.  | Feel Like dance (original: globe)                                       | 5:54 |
| 6.  | Sure danse (original: Kome Kome CLUB)                                   | 3:21 |
| 7.  | Be cool! (original: Yaen)                                               | 4:56 |
| 8.  | I SAW MOMMY KISSING SANTA CLAUS                                         | 3:28 |
| 9.  | Minna Star! (original: High School Musical) (みんなスター！)            | 3:54 |
| 10. | Mou Koi Nante Shinai (original: Makihara Noriyuki) (もう恋なんてしない) | 4:26 |

| 1. | CRAZY GONNA CRAZY            |  |
| 2. | CRAZY GONNA CRAZY (Off Shot) |  |